# Романченко, Надежда Ивановна
Наде́жда Ива́новна Рома́нченко (род. 28 февраля 1942, Порт-Катон, Ростовская область) — российский педагог, отличник народного просвещения Российской Федерации, Заслуженный учитель Российской Федерации, Заслуженный педагог Российской Федерации, директор таганрогской Гимназии № 2 им. А. П. Чехова (1986—2007).

## Биография
Родилась 28 февраля 1942 года в посёлке Порт-Катон Ростовской обл., куда семья была эвакуирована во время оккупации Таганрога немецкими войсками. 
После возвращения в Таганрог, окончила железнодорожную среднюю школу № 15. В 1964 году окончила по специальности учитель математики Таганрогский государственный педагогический институт .
В течение нескольких лет преподавала математику в школах Чечено-Ингушетии, Кабардино-Балкарии, Ставропольского края.
С 1968 года работала в таганрогской средней школе № 24 учителем математики, заместителем директора по воспитательной работе. 
С 1973 по 1976 год летом работала директором пионерского лагеря «Чайка», расположенного на берегу Азовского моря у Золотой Косы и принадлежащего таганрогскому Стройтресту № 1.
В 1982 году была приглашена на работу в таганрогскую среднюю школу № 2 им. А. П. Чехова; в 1986 году стала директором этого учебного заведения. По инициативе Н. И. Романченко и Л. Ф. Кушнарёвой в 1995 году здесь была создана «Школа раннего развития», которая впоследствии стала региональной площадкой по обмену опытом в сфере дошкольного образования. Под её руководством был создан научно-методический совет, предметные кафедры, творческие лаборатории, службы сопровождения — психологическая, валеологическая, логопедическая, служба педагогического мониторинга.
В 1994 году средняя школа № 2 имени А. П. Чехова была зарегистрирована как школа-гимназия, а в 1999 году — как гимназия. На базе гимназии систематически проводились городские и международные научно-практические конференции и семинары. 
За заслуги в обучении и воспитании учащихся и многолетний добросовестный труд в 2006 году Н. И. Романченко было присвоено почетное звание «Заслуженный учитель Российской Федерации».